# Gérard Deprez
Gérard Deprez (* 13. August 1943 in Noville) ist ein belgischer Politiker (MR, früher PSC). Er war von 1984 bis 2009 und ist seit 2014 wieder Mitglied des Europäischen Parlaments.

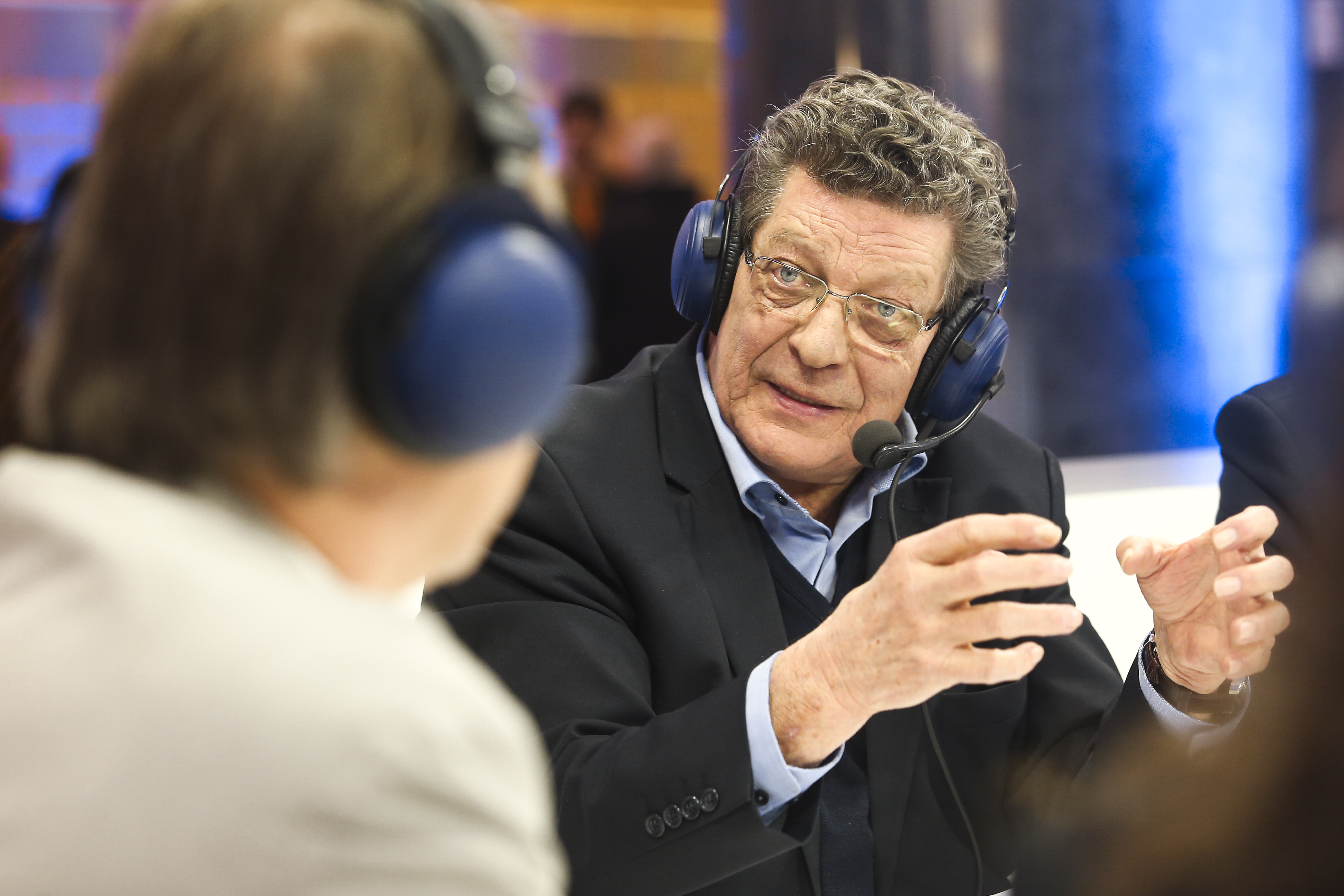
Gérard Deprez (2015)

## Leben
Deprez studierte von 1961 bis 1963 Philosophie und Philologie an der Université catholique de Louvain (UCL) und anschließend Soziologie an derselben Universität. 1967 beendete er sein Soziologiestudium mit dem Lizenziat und war bis zu seiner Promotion 1974 als wissenschaftlicher Assistent für Soziologie an der UCL tätig.
1974 übernahm er den Posten eines Beraters im Kabinett des Ministers für französische Kultur und fungierte anschließend von 1975 bis 1978 als politischer Berater des Vorsitzenden der Parti Social Chrétien (PSC) (seit 2002 Centre Démocrate Humaniste). Von 1975 bis 1978 wirkte er als Kabinettschef des stellvertretenden Ministerpräsidenten. Im selben Jahr wurde er zum Generalsekretär der PSC-CVP gewählt. Er hatte dieses Amt bis 1979 inne. Von 1981 bis 1996 war er Vorsitzender der PSC und Mitglied des Vorstands der EVP.
1998 wurde er, nachdem er in einem Interview in der Zeitung Le Soir zur Fusion der PSC mit der Parti réformateur libéral und der Front démocratique des francophones aufgerufen hatte, aus der Partei ausgeschlossen. Kurz darauf gründete er die Bewegung Mouvement des Citoyens pour le Changement (MCC), welche später in der Partei Mouvement Réformateur aufging, deren stellvertretender Vorsitzender er seit 1998 ist.
Deprez wurde 1984 in das Europäische Parlament gewählt. Er war von 1984 bis 2004 Mitglied der Fraktion der Europäischen Volkspartei und wechselte 2004 zur Fraktion der Allianz der Liberalen und Demokraten für Europa, der er seit 2014 wieder angehört. Er war Vorsitzender des Ausschusses für bürgerliche Freiheiten, Justiz und Inneres, und damit Mitglied der Konferenz der Ausschussvorsitze, sowie stellvertretender Vorsitzender der Delegation für die Beziehungen zu dem Mercosur. Weiterhin war er Mitglied des Haushaltsausschusses und der Delegation in der Parlamentarischen Versammlung Europa-Lateinamerika. Nach der Europawahl 2009 schied Deprez aus dem Europäischen Parlament aus. Bei der Europawahl 2014 wurde er erneut ins Europaparlament gewählt.
Deprez ist verheiratet und Vater von drei Kindern.